# Samuel Insanally
Samuel Rudolph "Rudy" Insanally (Georgetown, 23 de enero de 1936-26 de noviembre de 2023) fue un diplomático guyanés. Fue representante permanente de Guyana ante las Naciones Unidas entre 1987 y 2012, y fue ministro de asuntos exteriores de Guyana desde 2001 hasta 2008. También fue presidente de la Asamblea General de las Naciones Unidas, durante el cuadragésimo octavo período de sesiones.

## Biografía

### Primeros años
Antes de comenzar su carrera como diplomático, enseñó francés y español en Jamaica en Kingston College y Jamaica College, así como en Guyana en Queen's College y en la Universidad de Guyana.

### Carrera
En su primer cargo diplomático, fue consejero de la embajada de Guyana en los Estados Unidos de 1966 a 1969, y posteriormente se convirtió en el encargado de negocios de Guyana en Venezuela en 1970. Fue brevemente representante permanente adjunto de su país ante las Naciones Unidas en 1972. luego se desempeñó como embajador en Venezuela (con acreditado también ante Colombia, Ecuador y Perú) de 1972 a 1978. Luego fue representante permanente ante la Comunidad Económica Europea y embajador en Bélgica; residiendo en Bruselas, también estuvo acreditado en Austria, Noruega y Suecia.
Posteriormente, tras regresar a Guyana, fue jefe de la división política del Ministerio de Asuntos Exteriores, cubriendo el hemisferio occidental, también se desempeñó como embajador en Colombia y como alto comisionado ante varias naciones del Caribe. Se convirtió en el representante permanente de Guyana ante las Naciones Unidas el 18 de febrero de 1987. En la ONU, fue vicepresidente de la comisión para Namibia antes de la independencia del territorio en 1990, y en abril de 1990 fue vicepresidente y relator del período extraordinario de sesiones de la Asamblea General sobre cooperación económica internacional. Fue presidente del cuadragésimo octavo período de sesiones de la Asamblea General de las Naciones Unidas, que se celebró de 1993 a 1994.
Fue canciller de la Universidad de Guyana desde 1994 hasta 2001. Se convirtió en ministro de asuntos exteriores en mayo de 2001. Después de siete años en ese puesto, el gobierno anunció el 28 de marzo de 2008 que Insanally había decidido renunciar como ministro por «salud y otras razones personales», aunque «continuaría desempeñando otras responsabilidades en su compromiso con el Gobierno». Su sucesora, Carolyn Rodrigues, prestó juramento el 10 de abril.
A principios de 2012 también dejó sus funciones como representante permanente ante la ONU, siendo el representante guyanés que más tiempo permaneció en el cargo.

## Publicaciones
- Rudy Insanally, Multilateral Diplomacy for Small States: "The art of letting others have your way" (2012)[10]
- Rudy Insanally, Dancing Between the Raindrops: A Dispatch From A Small State Diplomat (2015)[11]

## Distinciones
- Japón: Gran cordón de la Orden del Sol Naciente (2009).[12]